# 교토쿠역
교토쿠역(일본어: 行徳駅, ぎょうとくえき)은 지바현 이치카와시에 있는 철도역이다.

## 타는 곳

### 도자이 선
상대식 승강장 2면 2선 형태의 고가역이다.
| 1 | ○ 도자이 선 | 니시후나바시・쓰다누마・도요 가쓰타다이 방면          |
| 2 | ○ 도자이 선 | 우라야스・오테마치・다카다노바바・나카노・미타카 방면 |

## 역세권 정보
- 교토쿠 도서관
- 교토쿠 우체국
- 교토쿠 역전 공원
- 야마다 전기
- 지바현도 제6호선
- 미쓰비시 도쿄 UFJ 은행
- 지바 은행

## 역사
- 1969년 3월 29일: 영업 개시.
- 2004년 4월 1일: 도영지하철 민영화.

## 사진

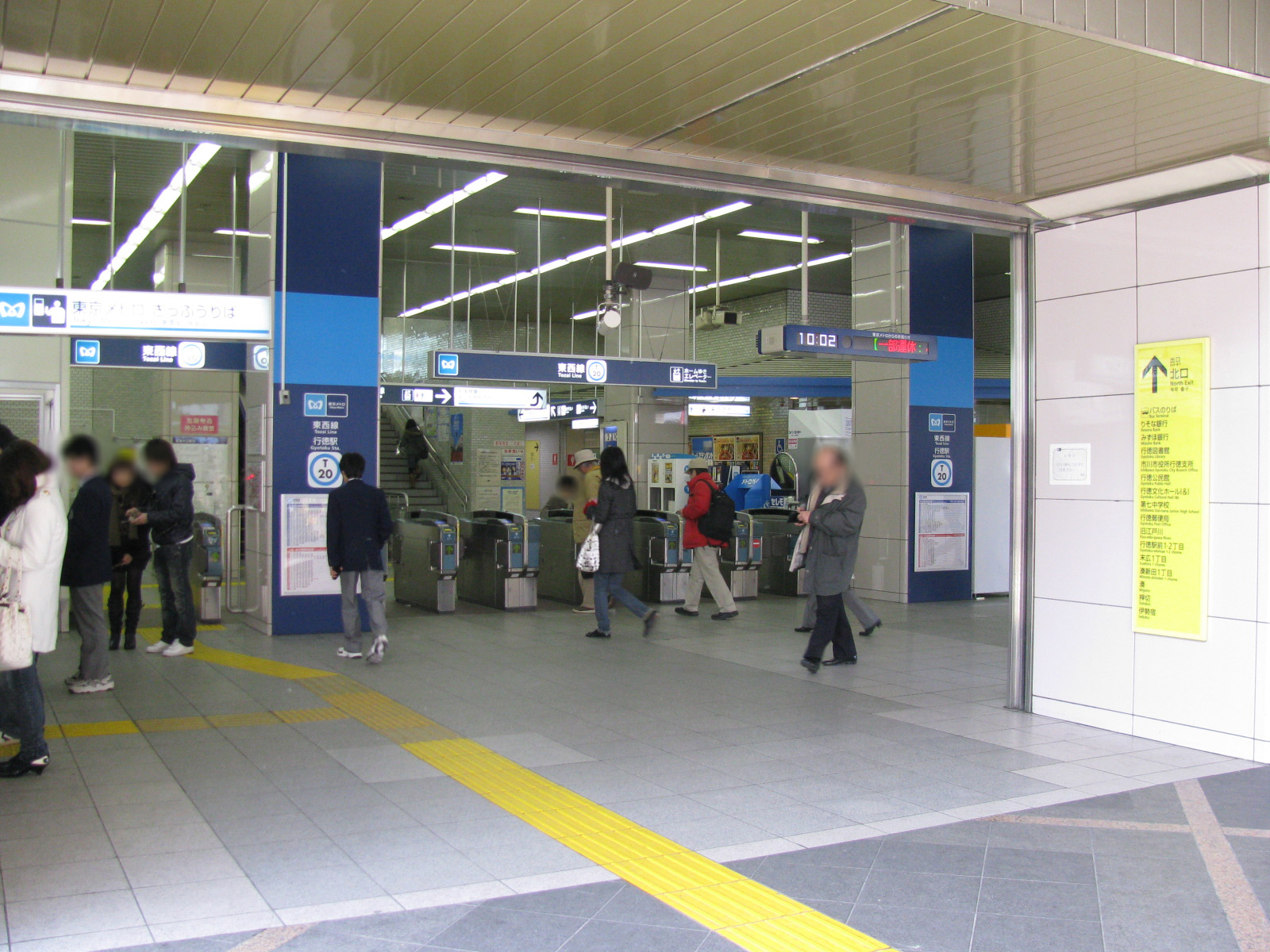
대합실
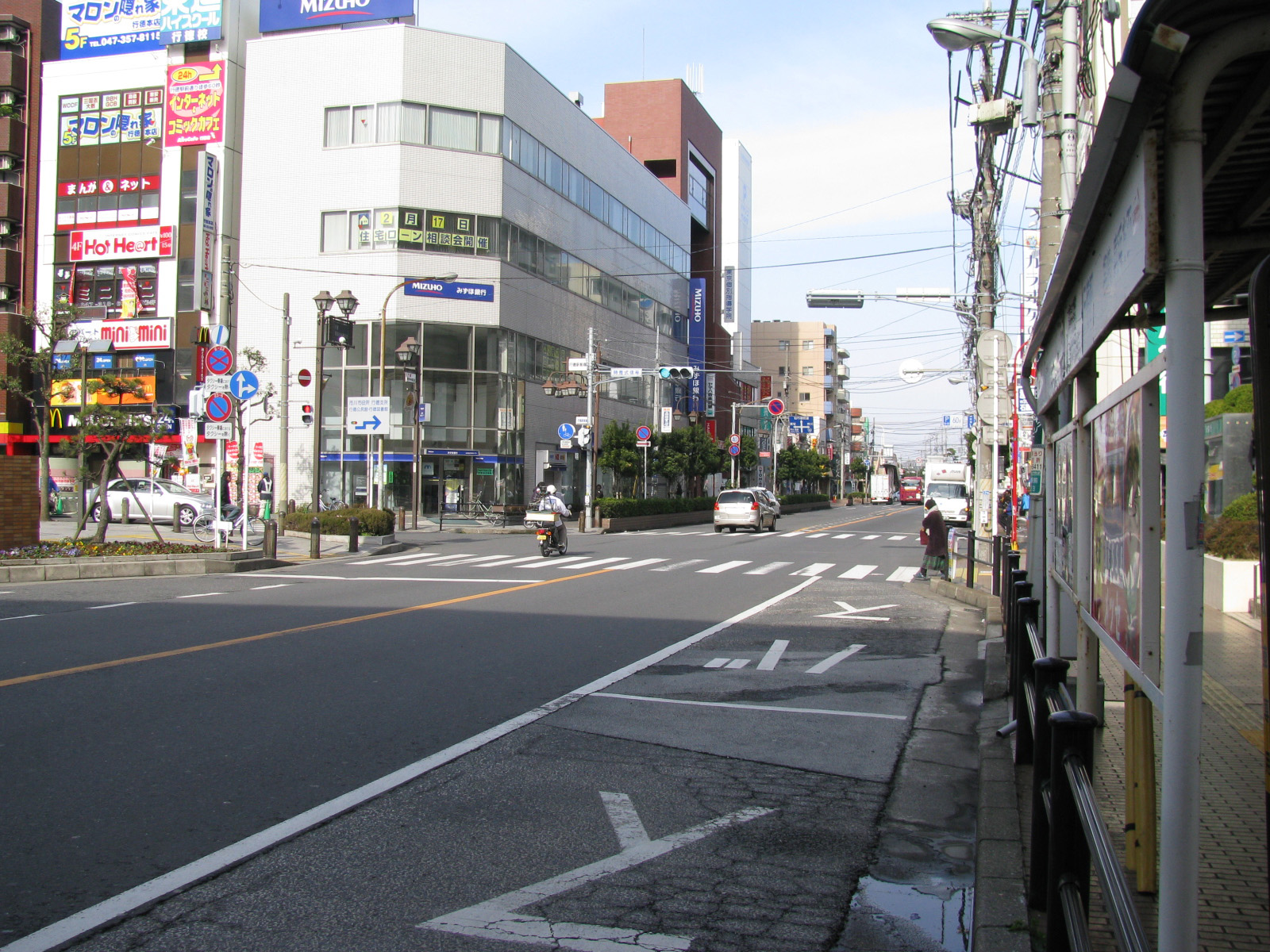
역전

## 인접역
| 도쿄 메트로 5호선            | 도쿄 메트로 5호선 | 도쿄 메트로 5호선          |
| ---------------------------- | ----------------- | -------------------------- |
| T19 미나미교토쿠 나카노 방면 | 도자이 선         | T21 묘덴 니시후나바시 방면 |